# Seznam kolumbijskih igralcev
Seznam kolumbijskih igralcev.

## A
- Juana Acosta Restrepo (kolumbijsko-španska)

## C
- Flavio Caballero

## F
- Margarita Rosa de Francisco

## K
- Natasha Klauss

## L
- John Leguizamo

## M
- Alejandro Martínez
- Catalina Sandino Moreno

## R
- Paola Andrea Rey

## V
- Sofía Vergara
- Carlos Vives